# Алексеевский (Железногорск)
Алексе́евский — упразднённый посёлок, присоединённый к городу Железногорску Курской области в 2008 году.

## География
Расположен в 1,5 км к западу от центральной части Железногорска на левом берегу реки Погарщины. Состоит из домов индивидуальной застройки.

## История
В 1926 году в посёлке было 15 дворов, проживало 84 человека (41 мужчина и 43 женщины). В то время Алексеевский входил в состав Разветьевского сельсовета Долбенкинской волости Дмитровского уезда Орловской губернии. В 1928 году вошёл в состав Михайловского (ныне Железногорского) района. В 1937 году в посёлке было 26 дворов. Во время Великой Отечественной войны, с октября 1941 года по февраль 1943 года, находился в зоне немецко-фашистской оккупации. До 1985 года Алексеевский входил в состав Трояновского сельсовета, затем включён в новообразованный Студенокский сельсовет. В 1992 году посёлок был передан в состав Железногорского горсовета. В 2008 году был присоединён непосредственно к городу Железногорску. В 2015 году получил статус микрорайона города.

## Население
| 84 | 50 |

## Отражение в топонимах
В честь посёлка названы примыкающие к нему с востока Алексеевский проезд и 1-й — 5-й Алексеевские переулки. Центральная улица бывшего посёлка также носит название Алексеевская.